# Theloderma spinosum
Espèce
Synonymes
- Hazelia spinosa Taylor, 1920
- Nyctixalus spinosus (Taylor, 1920)

Statut de conservation UICN

 VU B1ab(iii) : Vulnérable
Theloderma spinosum est une espèce d'amphibiens de la famille des Rhacophoridae.

## Répartition
Cette espèce est endémique des Philippines. Elle se rencontre sur les îles de Mindanao, de Basilan, de Bohol et de Leyte,.

## Publication originale
- Taylor, 1920 : Philippine Amphibia. Philippine Journal of Science, vol. 16, p. 213–359 (texte intégral).